# География Ливана
Ливан — расположен на Ближнем Востоке в Восточном Средиземноморье между 33° и 34°40 северной широты, 35°и 36°40 восточной долготы. На западе омывается Средиземным морем, береговая линия 225 км, ширину страна имеет в разных местах от 34 до 100 км. На севере и востоке граничит с Сирией, на юге — с Израилем. Сирийско-ливанская граница имеет протяженность 375 км, ливано-израильская — 79 км.
Большая часть Ливана покрыта горами, кроме долины Бекаа на северо-востоке и вытянутого с севера на юг узкого равнинного участка вдоль берега моря. Прибрежный Ливан отделяется от восточных регионов горными цепями Ливан и Антиливан.
Общая площадь Ливана — 10 452 км².
По размерам страна является 161-й в мире.  В Ливане имеются залежи известняка, железной руды, месторождения соли. Ливан богат водными ресурсами. Река Литани является основным источником воды для южных районов Ливана. Тем не менее, судоходных рек в стране нет.